# 1521 Seinajoki
1521 Seinajoki је астероид главног астероидног појаса чија средња удаљеност од Сунца износи 2,851 астрономских јединица (АЈ).
Апсолутна магнитуда астероида је 11,5.